# Iron Man : Le Diable en bouteille
Le Diable en bouteille (en anglais : Demon in a Bottle) est un arc narratif en neuf numéros de la série de comic book The Invincible Iron Man (vol. 1), publié dans les numéros 120 à 128 en 1979 par Marvel Comics. Il a été écrit par David Michelinie et Bob Layton et illustré par John Romita Jr., Bob Layton et Carmine Infantino. Le Diable en bouteille met en scène l'alcoolisme de Tony Stark et est considéré comme un récit iconique du personnage.

## Histoire éditoriale
David Michelinie et Bob Layton arrivent sur la série de The Invincible Iron Man à la fin de l'année 1978, prenant la suite de Bill Mantlo au scénario à partir du no 116. L'arc Le Diable en bouteille paraît peu de temps après.
L'histoire a paru dans Iron Man n°120 à 128 (de mars à novembre 1979), sur une idée de David Michelinie et Bob Layton, et un scénario de Michelinie. John Romita Jr. a réalisé les croquis tandis que Layton a terminé les illustrations. Le numéro 122 (mai 1979) a été à la fois esquissé et scénarisé par Michelinie, dessiné par Carmine Infantino et encré par Layton.
Le Diable en bouteille n'était à l'origine que le titre du dernier numéro du récit. Lorsque l'arc narratif a été rassemblé en édition reliée en 1984 et 1989, il a été publié sous le titre The Power of Iron Man. Ce n'est que plus tard que Le Diable en bouteille devint un titre populaire pour le récit, et les éditions suivantes reprennent ce titre.

## Résumé

Les dysfonctionnements de l'armure vont mettre Stark dans une position délicate.

Lors d'un voyage, l'avion transportant Tony Stark est attaqué. L'avion menaçant de s'écraser, Stark enfile discrètement son armure d'Iron Man qu'il transporte dans sa mallette et guide l'appareil pour un atterrissage sur l'océan. Des navires de la marine sauvent les passagers et les mènent sur une base insulaire. Les soldats annoncent à Stark que l'attaque a été lancée par Namor qui défendait un habitant de l'île que les soldats tentaient de chasser, car l'île est utilisée comme site d'élimination de déchets toxiques. Iron Man affronte Namor mais sous l'eau son armure s'ouvre inexplicablement et Tony se noie. Il est sauvé par Namor avant qu'il ne révèle que les soldats appartiennent en fait à la Roxxon Oil Corporation qui occupe secrètement l'île pour extraire le vibranium qu'elle contient. Iron Man et Namor font alors équipe pour combattre et vaincre les soldats. Ceux-ci s'échappent et déclenchent les explosifs contenus sur l'île, la détruisant ainsi que toute preuve de leur présence.
Alors que Stark rentre chez lui, l'armure d'Iron Man présente encore des problèmes de fonctionnement, l'envoyant voler de manière incontrôlable dans le ciel et le poussant à atterrir en catastrophe. Il reprend le contrôle et la teste plus tard dans son laboratoire mais ne trouve apparemment aucun souci. Lors d'une visite dans un casino, le bâtiment est attaqué. Iron Man intervient et lors du combat, il surprend un commentaire à propos de « Hammer » voulant qu'Iron Man reste en vie. Plus tard, lors d'une cérémonie publique où Stark représente sa société, Stark International, en tant qu'Iron Man, l'armure dysfonctionne à nouveau, touchant un ambassadeur d'un coup de répulseur et le tuant sur le coup.
C'est le début de la descente aux enfers pour Stark : son armure est saisie pour l'enquête, il doit se retirer temporairement de son poste de responsable des Avengers. Pour compenser la perte de son armure, Stark se fait entraîner par Captain America pour son autodéfense.
Toute l'affaire se révèle être un coup monté par Justin Hammer qui kidnappe Tony à l'aide de son armée personnelle et le retient sur son île artificielle. Stark réussit à s'évader, détruire les composants qui interféraient avec son armure et la revêt. Il combat la douzaine de super-villains payés par Hammer et les défait, l'île est également détruite laissant Hammer introuvable. Iron Man est blanchi du meurtre de l'ambassadeur mais le mal est fait et l'image d'Iron Man est ternie. En parallèle, sa consommation d'alcool augmente considérablement et il finit par agresser verbalement son majordome de longue date, Edwin Jarvis. Celui-ci démissionne le lendemain. Tony touche le fond et l'alcool aidant il commence à devenir brutal avec la puissance de son armure. La tentative de prise de pouvoir sur Stark International par le SHIELD augmente la tension. Aidé par Betthany Cabe et Jarvis il finira par arrêter temporairement de boire.

## Création

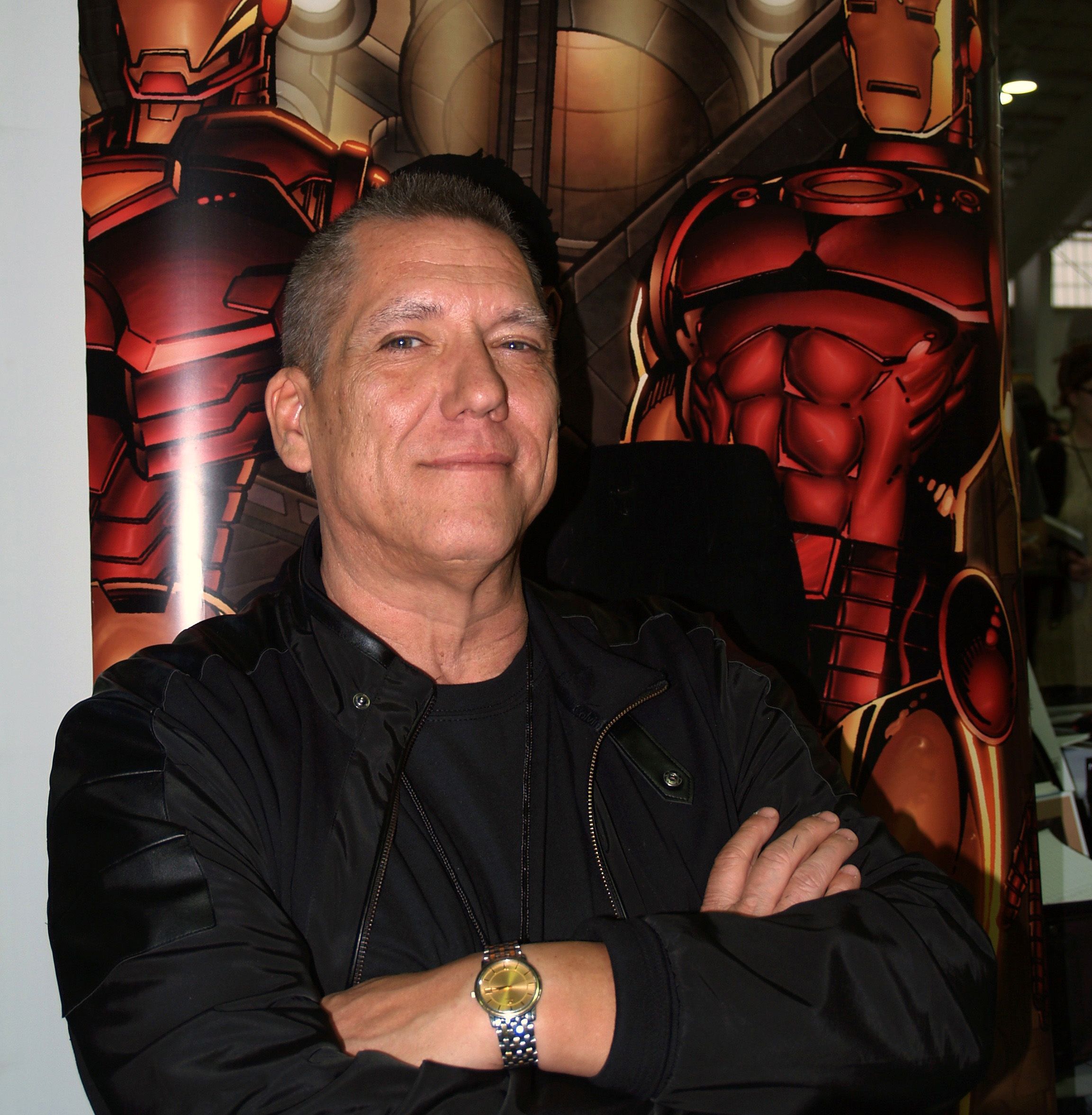
Bob Layton en 2014.

L'écrivain et artiste Bob Layton a déclaré à propos de l'histoire : « Je vais citer David Michelinie ici, que nous n'avons jamais eu l'intention de faire quoi que ce soit de pertinent. Nous avons été simplement payés pour faire le prochain épisode d'Iron Man. [C'est] juste [que dans] ce numéro particulier, l'alcoolisme était le méchant. Au lieu du Docteur Fatalis ou d'un autre vilain, c'était la bouteille. C'était notre méchant du mois. Et c'est vraiment ainsi que nous l'avons traité. Nous avons tout construit pour cela. Mais le fait est que cela n'a jamais été... nous n'avons jamais tenté d'être pertinents. C'est juste... dans le monde de l'entreprise, qu'est-ce qui arrive aux gens ? Qu'est-ce qui cause la chute ? Habituellement, c'est la cupidité, ou le sexe et la drogue, non ? Eh bien, nous ne pouvions pas faire la partie sexe ? On n'a pas vraiment parlé d'alcool, vraiment, pour être honnête avec vous. Surtout avec les enfants, à cette époque. Mais nous l'avons traité comme nous l'avions prévu, comme le méchant ».

## Accueil et critiques
Le Diable en bouteille a été reconnu par la critique comme « la quintessence de l'histoire d'Iron Man », « l'une des meilleures sagas de super-héros des années 1970 » et « celle qui continue d'influencer les écrivains du personnage aujourd'hui ». Le scénario a remporté un Prix Eagle en 1980, dans la catégorie « Meilleure histoire ». Louant l'écriture « intelligente » de Michelinie et l'art « très distinctif » de Romita et Layton, J. Montes de Weekly Comic Book Review a déclaré : « Iron Man n'a jamais été connu pour avoir des histoires captivantes, mais dans ce cas rare, c'est arrivé et c'est pourquoi nous le chérissons ». Montes a estimé qu'il était « un peu idiot de voir [Stark] se remettre [des effets de son alcoolisme] en un seul numéro », mais a ajouté « qu'il n'y a aucun doute sur les pertes et les difficultés qu'il affronte ».
D. K. Latta de Pulp and Dagger a félicité Michelinie pour « avoir fourni une rédaction intelligente et plausible, des personnages adultes qui sont un plaisir à lire et une riche tapisserie de fils d'intrigue » et « éviter la voie de la prédication, et à la place, de raconter une histoire qui concerne un super-héros costumé qui... se perd un peu ». Latta a trouvé les dessins de Romita « problématiques » mais a ajouté que « les encres de Bob Layton aident beaucoup ». Win Wiacek de Now Read This! a déclaré : « La chute et la remontée d'un héros est une intrigue classique, et il a rarement été mieux utilisé dans le support narratif graphique et jamais amélioré dans le domaine des super-héros. Un conte adulte et très mature pour les enfants de tous âges, c'est un exemple inoubliable de triomphe et de tragédie parfaitement raconté ».
Jamie Hailstone de Den of Geek a déclaré que « une partie de la narration et de la représentation de Tony Stark comme playboy millionnaire peut être un peu éculée », mais a loué le scénario pour « [donner] au personnage une injection bien nécessaire de réalité ». Hailstone a déclaré que l'œuvre de Romita était « aussi bonne que tout dans sa longue carrière », et a conclu que « même si elle pourrait ne pas traiter les conséquences de la dépendance de la même manière puissante que des films comme French Connection II - c'est une bande dessinée, après tout - après avoir relu l'histoire près de 20 ans plus tard, elle tient incroyablement bien ». Dave Wallace du Comics Bulletin a déclaré que les numéros « sont trop génériques et banals pour être vraiment considérés comme de grandes histoires aujourd'hui », mais a déclaré que « chaque numéro est une histoire satisfaisante en soi » et a loué « les forts instincts de narration qui ressortent de la composition des cases [de Romita] ». L'alcoolisme de Stark a été revisité dans des scénarios ultérieurs et reste un élément déterminant du personnage.
Les sites CBR et IGN classent le récit à la première place de la liste des « 25 meilleures histoires d'Iron Man »,.

### Récompense
- 1980 : Prix Eagle de la « Meilleure histoire » (Favorite Single Comic Book Story) pour Iron Man no 128 (Demon in a Bottle)[20].

## Conséquences
L'arrivée de Michelinie et Layton sur la série Iron Man et la sortie de l'arc narratif très peu de temps après ont plusieurs conséquences sur la suite des aventures du personnage de Tony Stark.
Les deux scénaristes créés plusieurs personnages dès le départ. Les plus marquants sont James Rhodes et Justin Hammer. Rhodes apparaît pour la première fois dans Iron Man no 118. Simple second rôle, il doit « permettre d'ancrer les exploits fantastiques de Stark dans la réalité ». Il évoluera finalement pour devenir lui-même un héros. Après avoir porté temporairement l'armure d'Iron Man, il se fait connaître sous le nom de War Machine. Hammer apparaît pour la première fois dans Iron Man no 120, au tout début de l'arc. Pour les auteurs, « Hammer a été créé à l’origine pour être une mise en garde de ce que Tony Stark aurait pu devenir s’il avait continué en tant que profiteur de la guerre. [...], Hammer représente l’autre côté de cette pièce. Ils étaient deux hommes ayant essentiellement le même travail, mais avec des morales diamétralement opposées ». Hammer reviendra fréquemment dans les récits d'Iron Man comme antagoniste de Stark.
Les problèmes de bouteille de Tony Stark seront récurrents et le personnage fera face à de nombreuses rechutes. L'idée est ainsi reprise par Dennis O’Neil en 1985, poussant Stark à participer à des réunions des Alcooliques anonymes pendant que Rhodes joue le rôle d'Iron Man (no 195 à 199, juin à octobre 1985),.
Autre conséquence plus terre à terre, le succès critique du début des deux auteurs leur a permis de remonter les ventes de la série. Bob Layton déclare ainsi que lors de leur arrivée sur la série, au tout début de l'année 1979, les ventes avoisinaient les 90 000 exemplaires par mois. À leur départ (fin 1981), elles avoisinaient les 500 000 exemplaires. Ils sont remplacés par Dennis O’Neil au scénario en 1982.

## Films

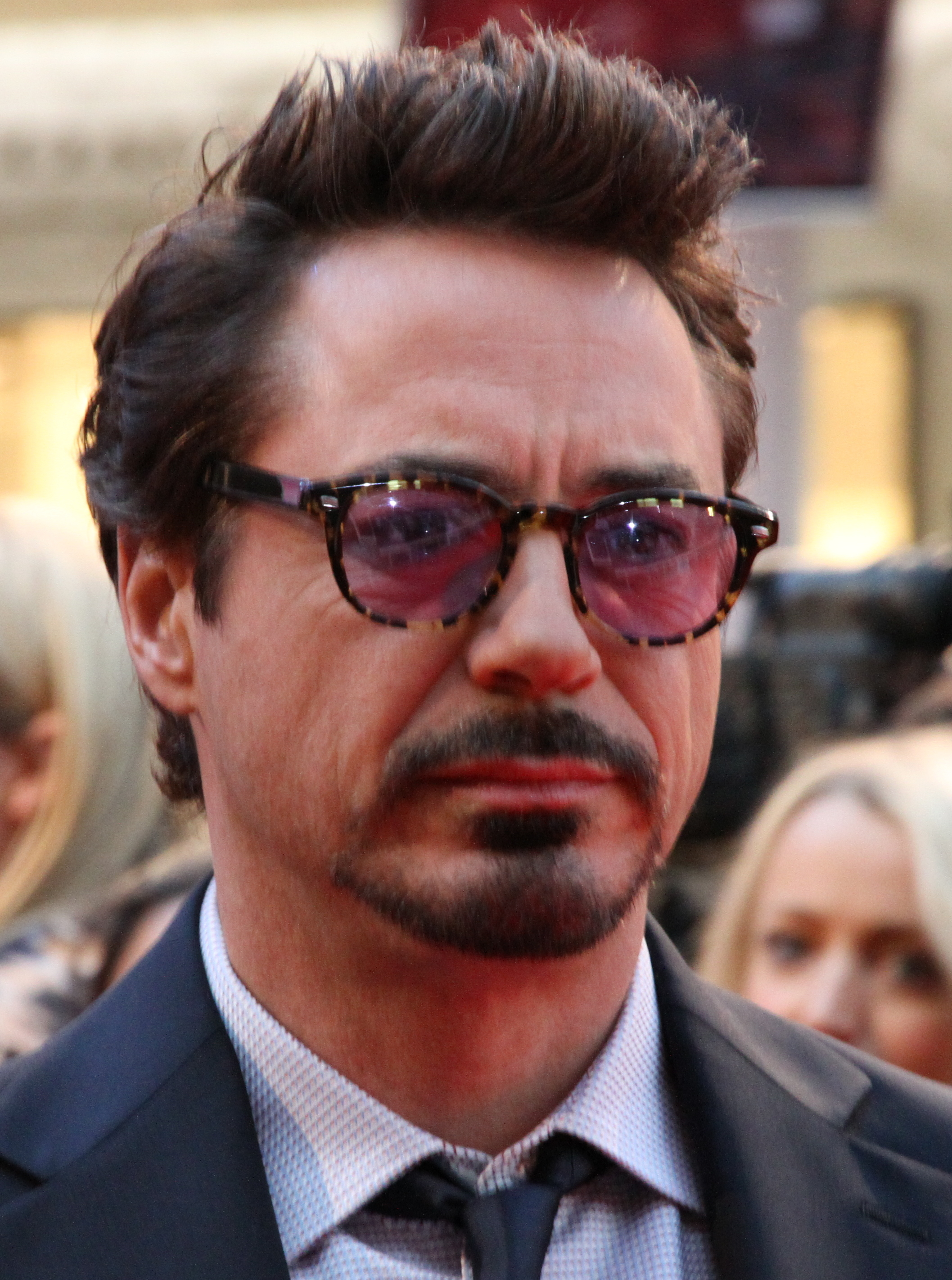
Robert Downey Jr. alias Tony Stark dans le MCU, en 2012.

Jon Favreau, réalisateur du film Iron Man de 2008, a déclaré : « Stark a des problèmes avec l'alcool. Cela fait partie de qui il est ». Favreau a déclaré que des éléments de l'histoire seront utilisés dans les suites d'Iron Man : « Je ne pense pas que nous ferons jamais la version Leaving Las Vegas, mais ce sera traité ». Dans Iron Man 2, Favreau note que la scène de Tony ivre faisant la fête dans son armure à sa résidence jusqu'à l'arrivée du colonel James Rhodes, est le plus proche qu'il ait eu l'intention d'adapter Le Diable en bouteille. Dans Iron Man 3, le scénariste et réalisateur Shane Black souhaitait approfondir l'alcoolisme de Stark mais les Studios Disney s'y sont opposés, estimant que cette facette du personnage ne passerait pas auprès du jeune public. Black a également précisé : « Ça fait partie du personnage de Tony, mais je pense que l'aspect de Le Diable en bouteille, si vous y allez, vous devez vraiment y aller. Le sujet devient le film, parce que le voyage pour récupérer de l'alcoolisme prend tout un film ».
L'acteur choisit pour jouer Tony Stark dans le MCU, Robert Downey Jr., était connu pour ses problèmes d'addictions et a dû lui-même faire face aux problèmes de l'alcoolisme. Jon Favreau a du se battre contre les studios pour faire accepter son choix d'acteur pour ce rôle. Il a déclaré « qu'il voyait beaucoup de similitudes entre Downey et Tony Stark ».

## Publications françaises
Le récit a été publié pour la première fois dès 1980 dans le magazine Strange des éditions Lug : du no 122 (février 1980) au no 130 (octobre 1980),.
Panini Comics a publié l'album en édition reliée à plusieurs reprises :
- 2008 : Iron Man : Le Diable en bouteille, Coll. Best of Marvel  (ISBN 978-2-8094-0266-7)
- 2012 : Iron Man : Le Diable en bouteille, Coll. Marvel Gold  (ISBN 978-2-8094-2559-8)
- 2015 : Iron Man : Le Diable en bouteille, Marvel Comics - La collection (Hachette)